# Hashimoto Kansetsu
Hashimoto Kansetsu (橋本関雪), 10 novembre 1883 – 26 février 1945, est un peintre du style japonais nihonga actif dans le monde de l'art de Kyoto durant les ères Showa et Taishō.

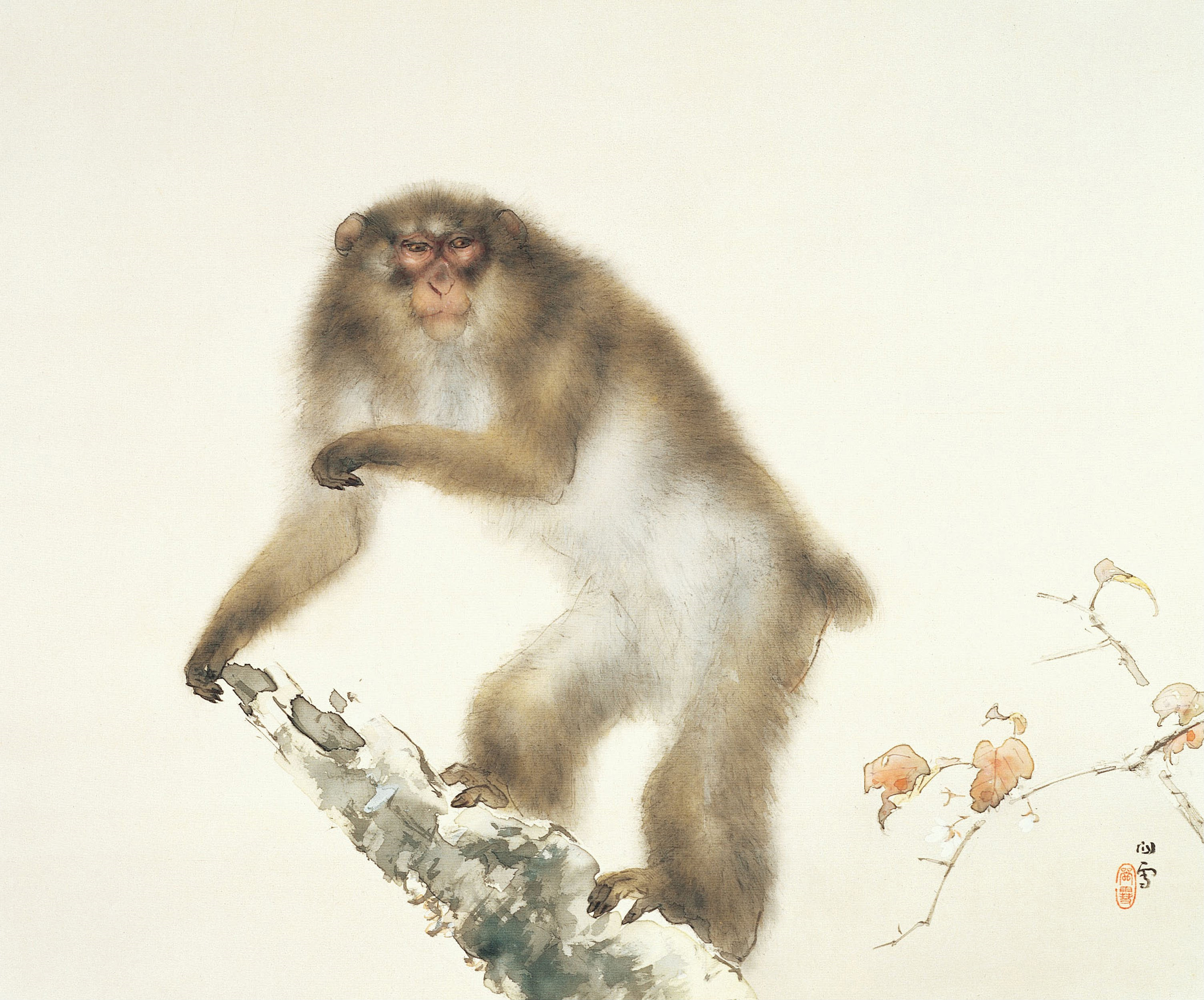
Hashimoto Kansetsu, Vieux singe avec un cerisier en automne (1938)

Né à Kobe, il est le fils du peintre Hashimoto Kaikan dont il tient son amour de la culture chinoise. Il étudie à  l'école privée « Chikujokai » fondée par le fameux peintre nihonga Takeuchi Seihō (1864-1842) mais la quitte finalement en raison de divergences de point de vue. Il visite l'Europe en 1921 et après cela passe une partie de presque chaque année en Chine. Beaucoup de ses peintures sont inspirées par les paysages chinois ou la littérature chinoise classique. Son ancienne résidence à Kyoto est à présent un musée consacré à son œuvre et appelé le Hakusasonso (白沙村荘), ou Hashimoto Kansetsu Memorial House.

## Sources
- Ellen P. Conant, Steven D. Owyoung, J. Thomas Rimer. (1995). Nihonga: Transcending the Past: Japanese-style Painting, 1868-1968. St. Louis: St. Louis Art Museum.
- Louis Frederic. (2005). Japan Encyclopedia (Harvard University Press Reference Library). Boston, Harvard University Press.

## Source de la traduction
- (en) Cet article est partiellement ou en totalité issu de l’article de Wikipédia en anglais intitulé « Hashimoto Kansetsu » (voir la liste des auteurs).